# Renato Marengo
Renato Marengo (Napoli, 5 febbraio 1943) è un conduttore radiofonico, produttore discografico, giornalista e scrittore italiano.

## Biografia
Figlio d'arte, suo padre era prima viola presso l'orchestra del Teatro San Carlo di Napoli.
Inizia la sua attività di critico musicale scrivendo di Classica per Il Loggione ed Il giornale della Musica.

Renato Marengo intervista Gianni Sassi nel 1979

A Venezia fonda Attuale, un mensile di musica ed immagini al quale collaborarono, tra gli altri, Giuseppe Sinopoli, Roberto De Simone, Crepax, Pier Paolo Preti, Oreste Del Buono. A Milano collabora con Gianni Sassi e con la Cramps. Negli stessi anni riveste il ruolo di coordinatore generale del settimanale musicale Ciao 2001.
Negli anni settanta è produttore discografico di moltissimi protagonisti della scena partenopea, attività che abbandona ad inizio ottanta per dedicarsi maggiormente al giornalismo alla radio ed alla TV.
Con Michael Pergolani è autore e conduttore della striscia quotidiana su Radio Rai Uno intitolata Demo, dedicata alla musica emergente ed indipendente italiana.
Compare nel docufilm Vinilici. Perché il vinile ama la musica, intervistato da Nicola Iuppariello sull'importanza della ricerca e del tempo da dedicare all'ascolto. 

### Giornalismo
È coordinatore generale del settimanale Ciao 2001 e dei mensili Music, Blu, Bluejazz. Ha diretto Tv Giovani e Attuale. Ha collaborato con le maggiori testate quotidiane e settimanali nazionali tra cui Sorrisi e Canzoni TV, Radiocorriere TV, Telepiù, Tutto, Popular Photography, Billboard italiano, Intrepido, Il Monello, Stereoplay, Rockstar, Il Secolo XIX, L'Unità, Paese Sera, Magazine e Telesette. Dal 2012 è direttore responsabile del
mensile Cinecorriere e Cinebimcorriere.it, storico periodico dedicato al cinema italiano. Dal 2014 cura la rubrica La musica invisibile  sull'edizione italiana del mensile Classic Rock Lifestyle.. Collabora col quotidiano Corriere del Mezzogiorno.Dal 2023 è Direttore di Ciao 2001, bimestrale per Spea Editore.

### Televisione
È autore e conduttore di numerosi programmi di successo Rai tra cui Big (Raiuno), Tandem, Sereno variabile, Concerto per Demetrio Stratos, Vediamoci sul 2, Rai 2 per voi (Raidue), Sestante, Dossier, Grand'angolo, TG2 Starter (Tg2), Speciale John Cage (Raidue), Una città tutta da ridere (Raitre), Speciali da Sanremo e Speciale Take That per Videomusic, Speciali Mio Capitano (Raidue), Festival del Cabaret di Raitre, Premio Tognazzi (Raitre). Per la NET Crack & Roll, per TMC T'amo TV.

### Radio
Autore e conduttore di numerosi programmi per la Rai anche in radio. È stato tra l'altro l'ideatore, autore e conduttore dal 2002 al 2014 con Michael Pergolani di Demo, programma quotidiano di Rai Radio Uno. Come autore, conduttore e regista firma in Rai: Un certo discorso, Facciata C, Facimmo 'o jazz, Garofano d'ammore, Supersonic, Ribalta aperta, Combinazione suono. Dal 2015 è ideatore, autore e conduttore di Classicrockonair.

### Produzioni discografiche
È stato ideatore e promotore negli anni '70 del movimento musicale chiamato Napule's Power che ha aggregato artisti da lui prodotti per le maggiori major italiani. Ha prodotto Nuova Compagnia di Canto Popolare, Toni Esposito, Edoardo Bennato, Musicanova di Eugenio Bennato, Teresa De Sio, Roberto Ciotti, Roberto De Simone, Concetta Barra, Patrizia Lopez, Mario Schiano, Antonio Infantino, Opus Avantra, Luciano Cilio, Donella Del Monaco., Enzo Gragnaniello, Antonio Onorato.
Per Napule's Power ha promosso e sostenuto anche artisti non prodotti da lui come Pino Daniele, Alan Sorrenti, Enzo Avitabile, Napoli Centrale, Jenny Sorrenti, Osanna. Ha prodotto inoltre le musiche de Il Masaniello, L'Opera d'e muorte 'e famma, Brigante se more, Opus Avantra, Roberto Ciotti, Rock'in Italy e UM in Italy Alberto Pizzo.
Nel 2009 produce per la Cramps il dvd 1979 Il Concerto per Demetrio Stratos.
Nel 2011 ritorna all'impegno discografico producendo per Cramps il cd di Eugenio Bennato Questione meridionale e il dvd collegato, Briganti Emigranti. L'anno dopo produce il cd/album del pianista Alberto Pizzo, Funambulist. Nel 2016 è nuovamente produttore artistico della Nuova Compagnia di Canto Popolare col cd 50 anni di buona Compagnia per FoxBand. È produttore artistico di Opus Avantra (Premio Prog alla Carriera 2017). Producer Supervisor di Eugenio Bennato cd Da che sud è sud con FoxBand. Produttore artistico per I cantori di Carpino (Squilibri editore). Music Supervisor per il film Anima con le musiche di Alberto Pizzo e PFM. Produttore Artistico di Antonio Onorato cd Dedicato al Napule's Power per Artis Records-Cramps

### Regie
2010 Dunque lei ha conosciuto Tenco di Paolo Logli.

### Eventi
Dal 2006 al 2010 ha condotto insieme a Michael Pergolani il Lamezia Demofest & Mei Fest di Lamezia Terme, il Trend and Blues Festival di Ruffano in provincia di Lecce, organizzato da Ruggero Pegna e Gianni Sergio (con la collaborazione di Giulio Tedeschi). Nel 2013 coordina la mostra C.A. Bixio musica e parole nel ‘900 italiano. Dal 2012 è direttore artistico del contest di cortometraggi L'Immagine del Suono.

## Opere

### Libri
- Song ‘e Napule (Rai Eri) con Michael Pergolani
- Enzo Gragnaniello: dai quartieri al Teatro San Carlo (Rai Eri) con Michael Pergolani
- L'Enciclopedia del pop-rock napoletano (Rai Eri) con Michael Pergolani
- Lucio Battisti: la vera storia dell'intervista esclusiva[3] (Coniglio Editore/Roma, 2010), con un saggio di Gianfranco Salvatore
- Napule's Power - Movimento Musicale Italiano (Tempesta Editore) Prefazione di Renzo Cresti, a cura di Paolo Zefferi
- Saggio Contaminazioni (Edizioni Toast Records)

### Saggi
- Contaminazioni (testimonianze di un contaminatore) (Testo inedito)[4] che nel 2013 si aggiudica il Premio "Macchina da Scrivere".

## Riconoscimenti
Insieme a Michael Pergolani riceve il Premio Ciampi 2000 per il progetto Caruso per S. Giovanni a Teduccio, un cd interpretato tra gli altri da Lucio Dalla, Edoardo Bennato James Senese, i cui proventi sono serviti alla realizzazione di una scuola di musica nel quartiere napoletano di S.Giovanni a Teduccio.